# Saint-Sulpice-les-Feuilles
Saint-Sulpice-les-Feuilles är en kommun i departementet Haute-Vienne i regionen Nouvelle-Aquitaine i västra Frankrike. Kommunen ligger i kantonen Saint-Sulpice-les-Feuilles som tillhör arrondissementet Bellac. År 2022 hade Saint-Sulpice-les-Feuilles 1 196 invånare.

## Befolkningsutveckling
Antalet invånare i kommunen Saint-Sulpice-les-Feuilles
| Referens: INSEE |